# José Lasso y Pérez
José Lasso y Pérez   (Valverde de Júcar, 2 d'octubre de 1837 - Madrid, 30 de novembre de 1913) fou un militar espanyol, capità general de València i governador de Puerto Rico a finals del segle xix.

## Biografia
Ingressà a l'exèrcit en 1857 i en 1859 fou ascendit a alferes. Després d'estar un temps destinat a Cuba, en 1861 formà part de l'expedició a Mèxic que va proclamà el Segon Imperi Mexicà. Després va tornar a Cuba i en 1863 participà en les accions a Santo Domingo, després de les quals fou ascendit a tinent i després a capità. El 1864 fou destinat a la Península i va participar en la revolució de 1868 ocupant Santander pels revolucionaris. En 1869 va tornar a Cuba, on va combatre els rebels a Sancti Spiritus, Ciego de Ávila i Morón. En 1871 fou ascendit a comandant i en 1873 a tinent coronel. Aleshores va tornar a la Península per lluitar a la tercera guerra carlina. Després dels combats de Puente la Reina, Gandesa i Mora de Rubielos va rebre el grau de coronel. En 1875, un cop acabada la guerra, fou ascendit a brigadier i destinat novament a Cuba, on el 1877 fou ascendit a mariscal de camp. Tornat a la Península, en 1883 fou nomenat president de la Junta Especial d'Infanteria en la Junta Superior Consultiva de Guerra.
En 1888 fou ascendit a tinent general i nomenat Capità general de Granada, càrrec que va ocupar fins 1890, quan fou nomenat governador de Puerto Rico. Dimití d'aquest càrrec en 1893 i fou nomenat capità general de València. En 1896 deixà la capitania i en 1898 fou vocal de la Caixa d'Inútils i d'Orfes de la Guerra fins que passà a la reserva en 1907. Va morir a Madrid el 19 d'octubre d 1913.